# جمهوری سیبری (۱۹۱۸)
جمهوری سیبری (به انگلیسی: Siberian Republic)، حکومتی کوتاه‌مدت و ناشناخته بود که در طول جنگ داخلی روسیه وجود داشت.